# 吴明 (上海政治人物)
吴明（1948年—），汉族，中华人民共和国政治人物、第十一届全国政协委员。
加入中国共产党，担任上海市金融工作党委书记、市金融服务办公室副主任。2008年，当选第十一届全国政协委员，代表经济界，分入第三十六组。